# Вечный огонь Джону Кеннеди
Вечный огонь Джону Кеннеди (англ. John F. Kennedy Eternal Flame) — мемориал, посвящённый 35-му президенту США — Джону Фицджеральду Кеннеди на Арлингтонском национальном кладбище. Памятник создан американским архитектором Джоном Уорником, давним другом Кеннеди, учившимся с ним в Стэнфордском университете, вместо временного памятника, установленного при похоронах президента 25 ноября 1963 года. Для посещения публикой мемориал был открыт 15 марта 1967 года.

## История
Джон Кеннеди был убит 22 ноября 1963 года. Жена президента — Жаклин Кеннеди — просила установить на могиле мужа Вечный огонь. Похороны президента состоялись 25 ноября и за столь короткое время организатором церемонии удалось установить памятник в виде огня — газ пропан поступал от установки, размещенной в двухстах ярдах от могилы, которая представляла собой прямоугольный участок земли со стороной пять ярдов, покрытый травой. Жаклин Кеннеди и его братья зажгли этот Вечный огонь.

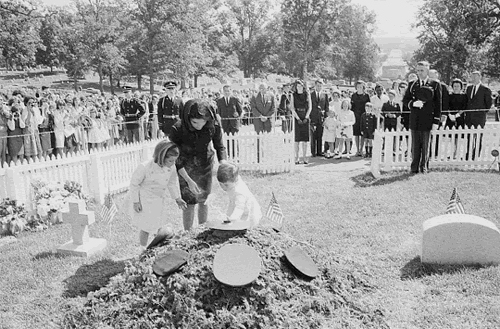
Жаклин Кеннеди с двумя детьми на могиле президента в день его рождения 29 мая (1964 год)

Вечером 26 ноября место захоронения было огорожено невысокой деревянной оградой (в виде штакетника) с гораздо бо́льшей площадью, так как Жаклин Кеннеди решила похоронить рядом с мужем своих двоих умерших детей — Арабеллу Кеннеди и Патрика Бувье Кеннеди. Две шкатулки с прахом детей были захоронены рядом с отцом 5 декабря 1963 года в виде двух разных надгробий — белого камня и белого креста.
28 ноября 1963 года могилу президента посетили Жаклин Кеннеди, Роберт Кеннеди и архитектор Джон Уорник — с целью определения вида постоянного мемориала. Проект был поручен Уорнику, который должен был представить его Комиссии по изобразительному искусству США. Изначально были опасения, что Вечный огонь не будет разрешен на кладбище, но Правительство США разрешило его и официально выделило три акра (1,2 га) территории для мемориала Джона Кеннеди. Уорником совместно со многими архитекторами, скульпторами, художниками, ландшафтными дизайнерами и религиозными экспертами была проведена большая и кропотливая работа по проектированию мемориала, которая проводилась в режиме повышенной секретности. 6 апреля 1964 года Уорник отослал миссис Кеннеди 76-страничный меморандум, в котором изложил концепцию памятника. Окончательный дизайн был представлен публично в Национальной галерее искусства в Вашингтоне 13 ноября 1964 года. Он был одобрен членами семьи Кеннеди, а также многими высокопоставленными лицами и организациями, задействованными в этом процессе. Планировалось работы по созданию мемориала начать осенью 1965 года и завершить к осени 1966 года. Общая сметная стоимость проекта была оценена в 2 млн долларов. Семья Кеннеди предложила оплатить всю стоимость, но Правительство США предложило им заплатить только 200—300 тыс. долларов, взяв на себя оставшуюся часть затрат. В середине октября 1966 года из-за некоторых изменений в дизайне и задержке строительства открытие мемориала было перенесено на начало 1967 года.
Освящение новой могилы Джона Кеннеди под руководством кардинала Ричарда Кушинга прошло в 07:00 утра 15 марта 1967 года, в проливной дождь. В церемонии, которая длилась 20 минут, приняли участие Президент США Линдон Джонсон, миссис Кеннеди и члены семьи Кеннеди. Окончательная стоимость всего мемориального проекта составила 2,2 млн долларов.

## В искусстве

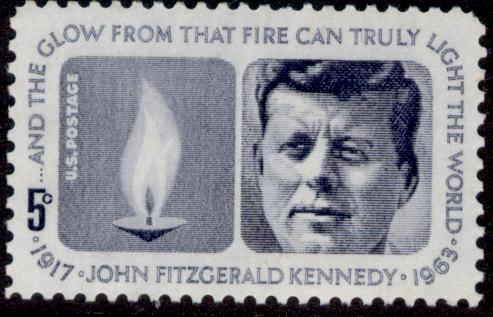
Почтовая марка с изображением Вечного огня

В 1964 году, в годовщину убийства Джона Кеннеди, в США была выпущена почтовая марка с изображением Вечного огня.